# مملكة إسكتلندا

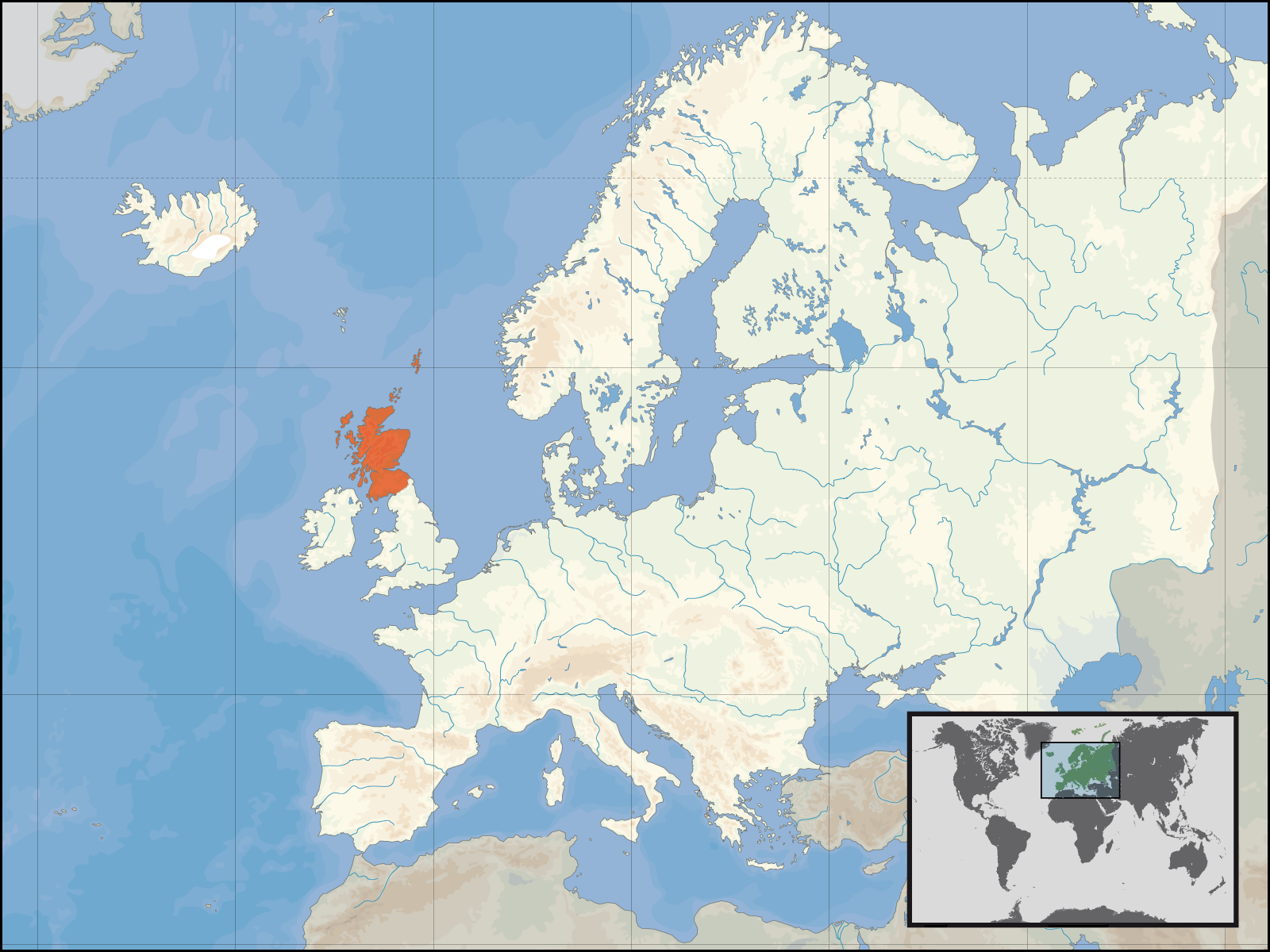
مكان مملكة إسكتلندا

كانت مملكة إسكتلندا (بالغيلية الإسكتلندية: Rìoghachd na h-Alba) (بالإسكتلندية: Kinrick o Scotland)‏ دولة ذات سيادة في شمال غرب أوروبا يُقال تقليديًا إنها تأسست في عام 843. توسعت أقاليم المملكة وتقلصت، غير أنها أصبحت تحتل الثلث الشمالي من جزيرة بريطانيا العظمى، وتشترك في حدود برية باتجاه الجنوب مع مملكة إنجلترا. تعرضت المملكة لغزوات عديدة قام بها الإنجليز، إلا أنها خاضت خلال حكم روبرت الأول حرب استقلال ناجحة وبقيت دولة مستقلة على امتداد العصور الوسطى المتأخرة. في أعقاب ضم الجزر الشمالية من مملكة النرويج في عام 1472 والاستيلاء النهائي على برغ بيرفيك الملكي من قبل مملكة إنجلترا في عام 1482، توازت أراضي مملكة إسكتلندا مع أراضي مملكة إسكتلندا الحالية، إذ حدها من الشرق بحر الشمال والمحيط الأطلسي من الشمال والغرب والقناة الشمالية والبحر الأيرلندي إلى الجنوب الغربي. في عام 1603، أصبح ملك إسكتلندا جيمس السادس ملكًا على إنجلترا، ودمج إسكتلندا وإنجلترا في اتحاد شخصي. في عام 1707، اتحدت المملكتان لتشكلا مملكة بريطانيا العظمى بموجب شروط قانونا الاتحاد.
كان التاج العنصر الأهم في الحكومة. كانت الملكية الإسكتلندية في العصور الوسطى مؤسسة متنقلة إلى حد كبير، قبل أن تتطور إدنبرة لتصبح العاصمة في النصف الثاني من القرن الخامس عشر. ظل التاج في قلب الحياة السياسية وبرز في القرن السادس عشر كمركز رئيسي للعروض والرعاية الفنية، حتى جرى حله فعليًا مع اتحاد التيجان في عام 1603. تبنّى التاج الإسكتلندي المناصب التقليدية لدول أوروبا الغربية الملكية في ذلك الوقت وطور مجلس شورى للملك ومناصب كبرى للدولة. برز البرلمان أيضًا كمؤسسة شرعية رئيسية، إذ نال رقابة على الضرائب والسياسة، غير أنه لم يكن محوريًا في الحياة الوطنية بالقدر الذي تمتع به التاج. في الفترة المبكرة، اعتمد ملوك إسكتلندا على اللوردات العظام – المورمير والتويسيشس- إلا أنه ابتداءًا من حكم ديفيد الأول، أُدخلت الشريفية، التي أتاحت سيطرة مباشرة بصورة أكبر وحدّت في نهاية المطاف من سلطة اللوردات الكبار. في القرن السابع عشر، ساعد إنشاء قضاة الصلح ومفوضو التموين في زيادة فعالية الحكومة المحلية. ساعد الوجود الدائم لمحاكم البارونات وإدخال مجالس الكنيسة في تعزيز سلطة اللوردات.
تطور قانون الإسكتلنديين في العصور الوسطى وأُصلح ودُوّن في قوانين في القرنين السادس عشر والسابع عشر. في ظل حكم جيمس الرابع رُشّدت الوظائف القانونية للمجلس، مع اجتماع محكمة الجلسة يوميًا في إدنبره. في عام 1532، تأسست جامعة العدالة، الأمر الذي ساعد في تدريب وتمهين المحامين. كان ديفيد الأول الملك الإسكتلندي الأول الذي عُرف عنه سك عملته الخاصة. عند اتحاد التيجان في عام 1603، ثُبت الجنيه الإسكتلندي عند 1\12 فقط من قيمة الجنيه الإنجليزي. أصدر بنك إسكتلندا أوراق الجنيه منذ عام 1704. ألغيت العملة الإسكتلندية بموجب قانونيّ الاتحاد، إلا أن إسكتلندا تحتفظ حتى يومنا هذا بأوراق نقدية فريدة من نوعها.
من الناحية الجغرافية، تنقسم إسكتلندا بين المرتفعات والجزر والأراضي المنخفضة. كان موسم نمو المرتفعات قصيرًا نسبيًا، والذي قُصّر أيضًا بصورة إضافية خلال العصر الجليدي الصغير. منذ تأسيس إسكتلندا حتى بداية الموت الأسود، نما عدد السكان إلى مليون وانخفض بعد الطاعون إلى نصف مليون. تضخَّم العدد في النصف الأول من القرن السادس عشر، إذ وصل إلى ما يقارب 1.2 مليون بحلول تسعينيات القرن السابع عشر. اشتملت اللغات ذات الأهمية في مملكة العصور الوسطى على الغيلية والإنجليزية القديمة والنوردية والفرنسية، إلا أنه ومع حلول العصر الحديث المبكر بدأت اللغة الإسكتلندية الوسطى بالهيمنة. أُدخلت المسيحية إلى إسكتلندا منذ القرن السادس. في الفترة النورمانية خضعت الكنيسة الإسكتلندية إلى سلسلة من التغيرات التي أفضت إلى أنظمة وتنظيم رهباني جديد. خلال القرن السادس عشر، خضعت إسكتلندا إلى إصلاح بروتستانتي خلق كنيسة وطنية كالفينية في أغلبه. كان هناك سلسلة من الجدالات الدينية أفضت إلى انقسامات واضطهاد. أنشأ التاج الإسكتلندي قوات بحرية في نقاط مختلفة من تاريخه، إلا أنه غالبًا ما اعتمد على القراصنة وخاض حرب الغارات التجارية. تمركزت القوات البرية حول الجيش العام الكبير، غير أنها تبنّت الابتكارات الأوروبية من القرن السادس عشر، وأدى العديد من الإسكتلنديين خدمتهم كمرتزقة وكجنود للتاج الإنجليزي.

## التاريخ

### الجذور: 400-943
منذ القرن الخامس الميلادي، قُسّم شمال بريطانيا إلى سلسلة من الممالك الصغيرة. من بين هذه الممالك، كانت الممالك الأربع الأكثر أهمية مملكة بيكتيون في الشمال الشرقي وإسكتلنديي دالريادا في الغرب والبريتونيين في مملكة ستراثكليد في الجنوب الغربي ومملكة بيرنيسيا لشعب إنجل (التي اتحدت مع ديرا لتشكلا نورثومبريا في عام 653) في الجنوب الشرقي التي امتدت إلى شمال إنجلترا الحديثة. في عام 793، بدأت غارات عنيفة للفايكنغ على الأديرة مثل تلك التي تقع في إيونا ولينديسفارن، الأمر الذي بث الخوف والارتباك في كافة أنحاء ممالك شمال بريطانيا. في نهاية المطاف سقطت جزر أوركني وشتلاند والجزر الغربية بيد الشماليين. ربما ساهمت هذه التهديدات في تسريع عملية طويلة الأمد من إضفاء الصيغة الغيلية على الممالك البيكتيونية، التي تبنّت اللغة والأعراف الغيلية. كان هناك أيضًا اندماج للمملكتين الغيلية والبيكتيونية، على الرغم من أن المؤرخين كانوا يجادلون إذا ما كان ذلك استيلاء بيكتيون على دالريدا، أو العكس. وقد تُوّج ذلك بظهور سيناد ماك ألبين (كينيث ماك ألبين) على أنه «ملك البيكتيونيين» في أربعينيات القرن التاسع (يعود تاريخه عادةً إلى عام 843)، الذي أوصل أسرة ألبين إلى السلطة. حين توفي بصفته ملكًا للمملكة المتحدة في عام 900 كان أحد خلفائه، دومنال الثاني (دونالد الثاني)، أول رجل يطلق عليه اسم ري ألبان (ملك ألبا). استخدم مصطلح سكوتيا بشكل متزايد لوصف قلب هؤلاء الملوك وشمالي نهر فورث وفي نهاية المطاف سيشار إلى كامل المنطقة التي يسيطر عليها ملوكها بإسكتلندا. غالبًا ما ينظر إلى الحكم الطويل لكوزانتين (قسطنطين الثاني) (900 - 942/943) خليفة دونالد كمفتاح في تشكُّل مملكة ألبا\إسكتلندا، وقد نُسب إليه في ما بعد الفضل في جعل المسيحية الإسكتلندية متوافقةً مع الكنيسة الكاثوليكية.

### التوسع 943-1513
ضم مايل كولويم (مالكولم الأول ملك إسكتلندا) (حكم بين عامي 943-954 تقريبًا) ستراثكليد، والتي ربما مارس عليها ملوك ألبا بعض السلطة منذ أواخر القرن التاسع. وُصف عهد ديفيد الأول بأنه «ثورة ديفيدية»، أدخل من خلالها نظامًا إقطاعيًا لحيازة الأرض، وأنشأ أول برغ ملكي في إسكتلندا وأول عملة إسكتلندية مسجَّلة وتابع سيرورة إصلاحات دينية وقانونية. حتى القرن الثالث عشر، كانت الحدود مع إنجلترا متقلبة للغاية، إذ ضم ديفيد الأول نورثومبريا إلى إسكتلندا، غير أنها فُقدت في عهد حفيده وخلَفه مالكولم الرابع في عام 1157. ثبّتت معاهدة يورك (1237) الحدود مع إنجلترا بشكل قريب من الحدود الحديثة. بحلول عهد أليكساندر الثالث، ضم الإسكتلنديون ما تبقى من الساحل الغربي بعد حالة لا انفراج في معركة لارج ومعاهدة بيرث في عام 1266. وقعت جزيرة مان تحت السيطرة الإنجليزية في القرن الرابع عشر، على الرغم من محاولاتٍ عديدة لاستعادة السلطة الإسكتلندية. احتل الإنجليز معظم إسكتلندا في عهد إدوارد الأول وضموا شريحة ً كبيرة من الأراضي المنخفضة في عهد إدوارد الثالث، غير أن إسكتلندا أسست استقلالها في ظل شخصيات من بينها ويليام والاس في أواخر القرن الثالث عشر وروبرت الأول وخلفائه في القرن الرابع عشر في حروب الاستقلال (1296-1357).